# Collado (Siero)
Collado (en asturiano y oficialmente Collao) es una parroquia del concejo de Siero, en el Principado de Asturias (España). Alberga una población de 474 habitantes (INE 2011) en 221 viviendas. Ocupa una extensión de 5,27 km².
Está situada en la zona este del concejo y limita al norte con las parroquias de Vega de Poja y Narzana, esta última en el vecino concejo de Sariego; al este, de nuevo con Narzana y con la de Santiago, también en Sariego; al sureste, con la de Lieres; al sur, con la de Feleches; y al suroeste, con las de Aramil y Marcenado.
Sus fiestas patronales, en honor a San Cristóbal, se celebran cada año el primer domingo del mes de julio.
La economía local, ha estado asociada históricamente al trabajo en las minas de las parroquias vecinas de Lieres y Carbayín.[cita requerida] Antiguamente, Collado contaba con varias empresas y factorías textiles y alimentarias. Actualmente, sin embargo, su actividad económica ha quedado reducida a solo unos pocos negocios.[cita requerida]
Los edificios más singulares de Collado son la iglesia de San Cristóbal, las antiguas escuelas públicas (convertidas ahora en centro social) y la Fuente de Veneros.[cita requerida] También existen numerosos hórreos, más o menos conservados.[cita requerida]
Actualmente en Collado existen dos asociaciones de carácter social y cultural.[cita requerida] La más antigua de ellas es la Sociedad de Festejos, que cada año organiza las fiestas patronales.[cita requerida] La otra es la asociación de vecinos, cuya sede social está en las escuelas de Collado.[cita requerida]

## Poblaciones
Según el nomenclátor de 2011 la parroquia está formada por las poblaciones de:
- El Cirigüeyu (El Cirgüeyu en asturiano) (lugar): 54 habitantes.
- Fuentemil (lugar): 250 habitantes.
- Cordón (El Gordón) (lugar): 19 habitantes.
- Llorián (lugar): 141 habitantes.
- La Quintana (La Quintana'l Sol) (lugar): 10 habitantes.

Aunque en el nomenclátor no aparecen como tal, tradicionalmente existen agrupaciones dentro de los lugares anteriores que son:
| - El Asumu (L'Asumu en asturiano) - La Barreona - Cagamuñín - El Calero (El Caleru) - La Caleya - La Carretera - El Castro (El Castru) | - La Cerque - La Cuesta - La Cueva - La Felguera - El Fielato - La Fontona - La Llera | - El Monte - El Mosqueru - Pando Abajo (Pandubaxu) - Pando Arriba (Pandurriba) - El Picu - Piñella - El Piqueru | - El Rebollar (El Rebollal) - Riñora - Rio Abajo (Río Abaxo) - Río Arriba - La Teyera - El Tremendu - Villanueva |